# Shanghai World Financial Center
Shanghai World Financial Center (chiń. 上海环球金融中心; pinyin Shànghǎi Huánqiú Jīnróng Zhōngxīn; znany też jako Shanghai WFC lub SWFC) – wieżowiec w Szanghaju w Chinach, w dzielnicy Pudong, obok budynku Jin Mao Tower i niedaleko Oriental Pearl Tower. SWFC jest drugim najwyższym budynkiem w Szanghaju, siódmym najwyższym w Chinach i dwunastym najwyższym na świecie, a także najwyższym na świecie budynkiem z otworem.
Budynek został zaprojektowany przez architekta Williama Pedersena, a inwestorem była firma Japończyka Minoru Mori. Kamień węgielny pod budowę wieżowca położono 27 sierpnia 1997, jednak prace budowlane opóźniły się z powodu kryzysu finansowego oraz zmian konstrukcyjnych. Początkowo budynek miał mieć 460 metrów i 94 piętra, później jednak (dokładnie 13 lutego 2003) wysokość zwiększono do 492,3 m (101 pięter). Odrzucono propozycję, by dodać do budynku iglicę, przez co byłby wyższy od Wieży Wolności i Taipei 101. Obiekt oddano do użytku 14 września 2008.
Najbardziej charakterystycznym elementem wieżowca jest otwór w budynku, który najpierw miał być okrągły i mieć w środku diabelski młyn, jednak z powodu protestów wywołanych skojarzeniami okrągłego otworu z flagą Japonii, w połowie 2005 zdecydowano się na otwór w kształcie trapezu o szerokości 50 metrów. Na przedostatnim, 100. piętrze, znajduje się zewnętrzny taras widokowy dla turystów.
Na piętrach 79-93 mieści się hotel Shanghai Park Hyatt.
Budowa SWFC była finansowana również przez wiele zagranicznych firm i banków: głównie japońskich, europejskich oraz amerykańskich. Koszt budowy wyniósł około $1,25 mld USD (ok. 4 mld złotych).
Łączna powierzchnia budynku wynosi 377 300 metrów kwadratowych. W budynku znajdują się m.in. biura, hotel, muzeum.

## Galeria

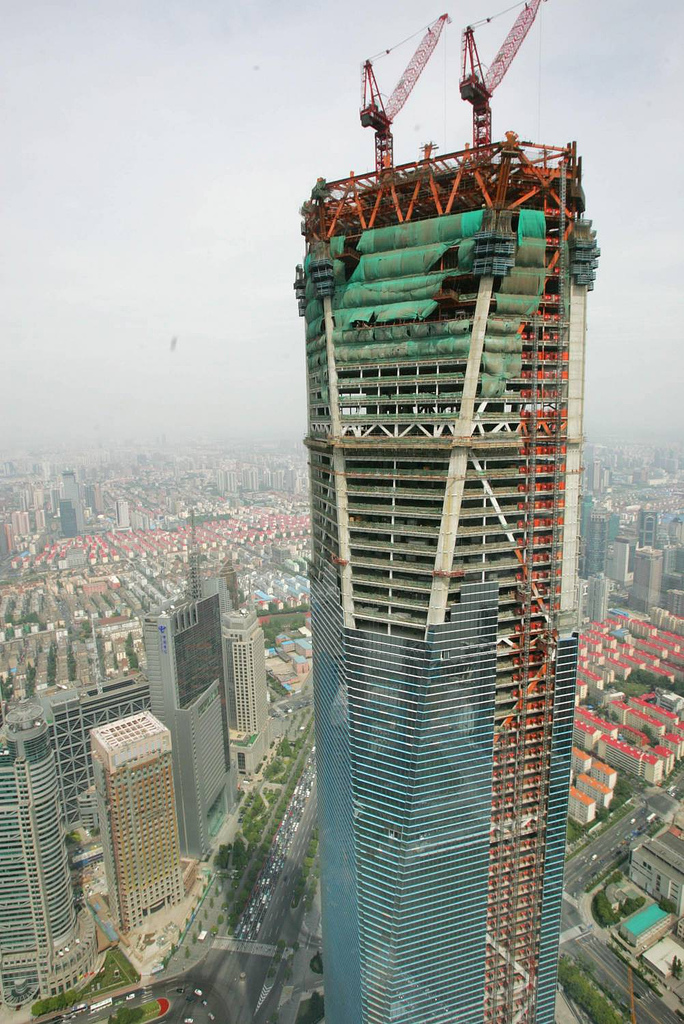
Budowa wieżowca w maju 2007 r.
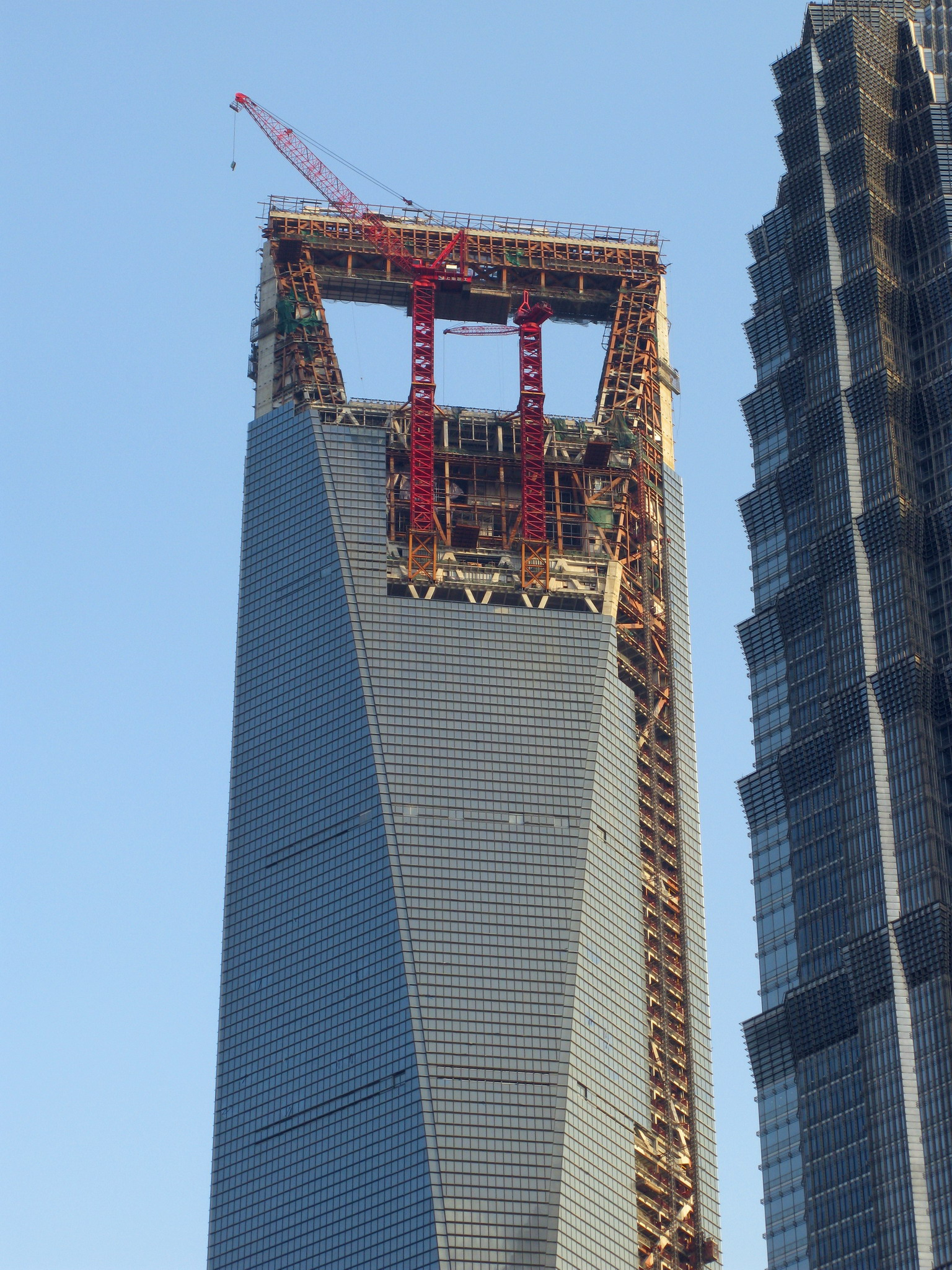
Słynny otwór w budynku podczas budowy
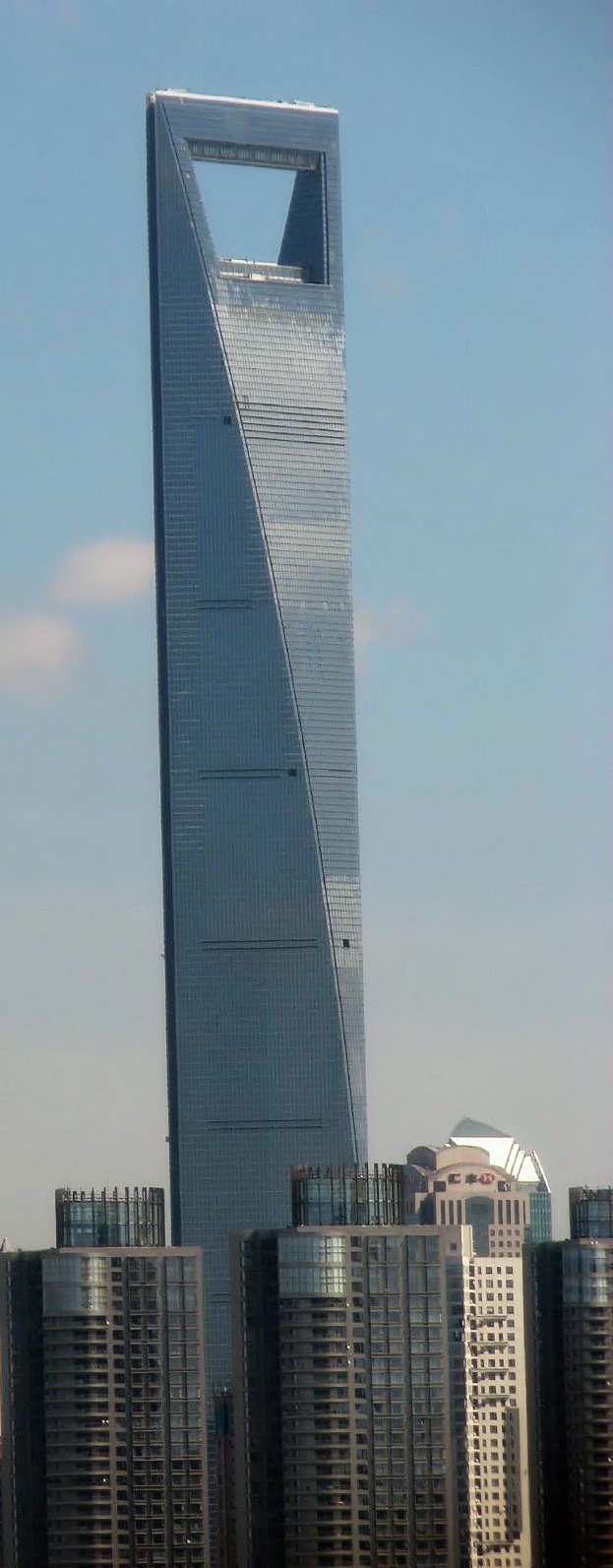
Shanghai World Financial Center kilka miesięcy przed otwarciem w 2008
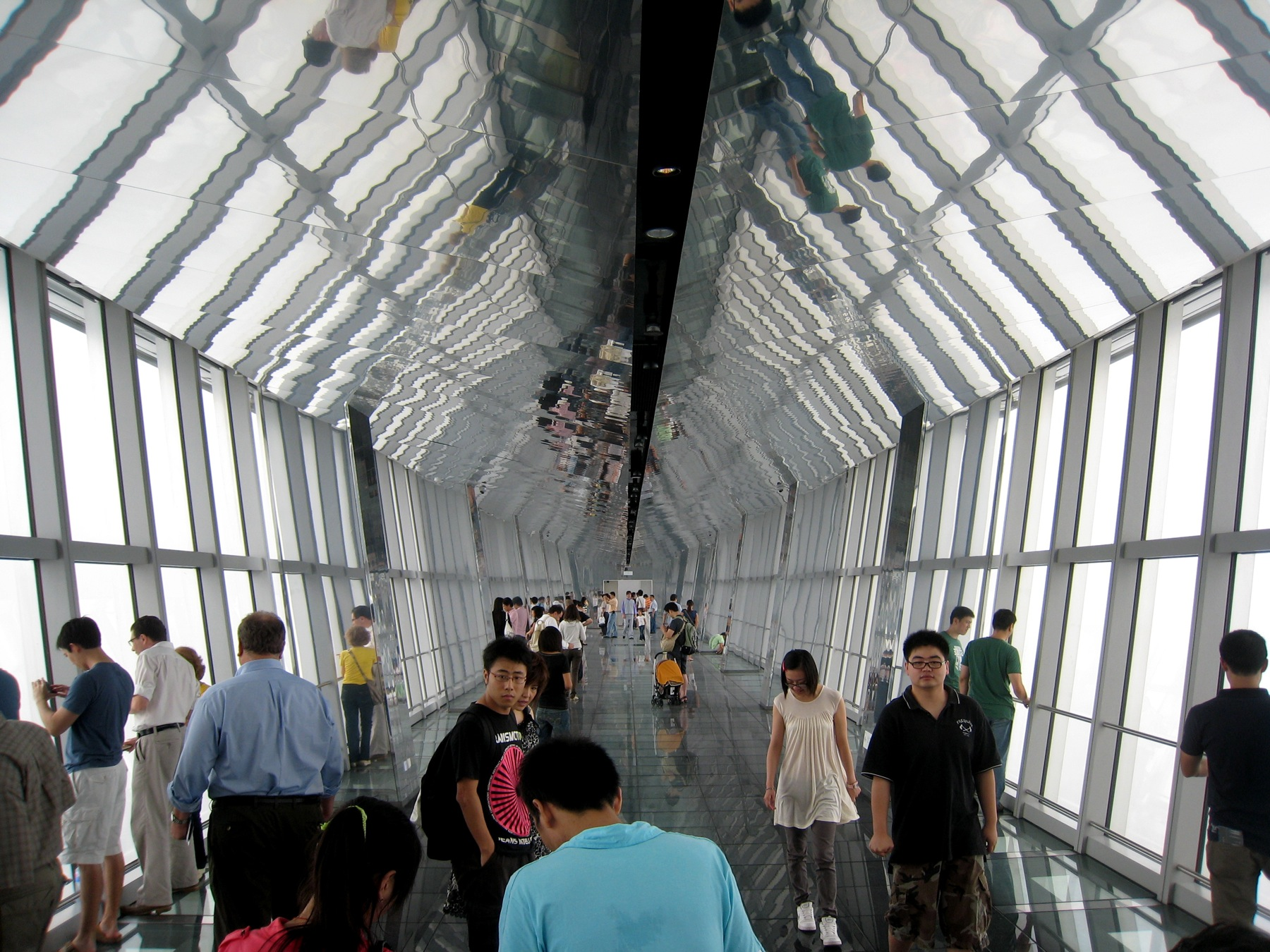
Taras widokowy dla turystów
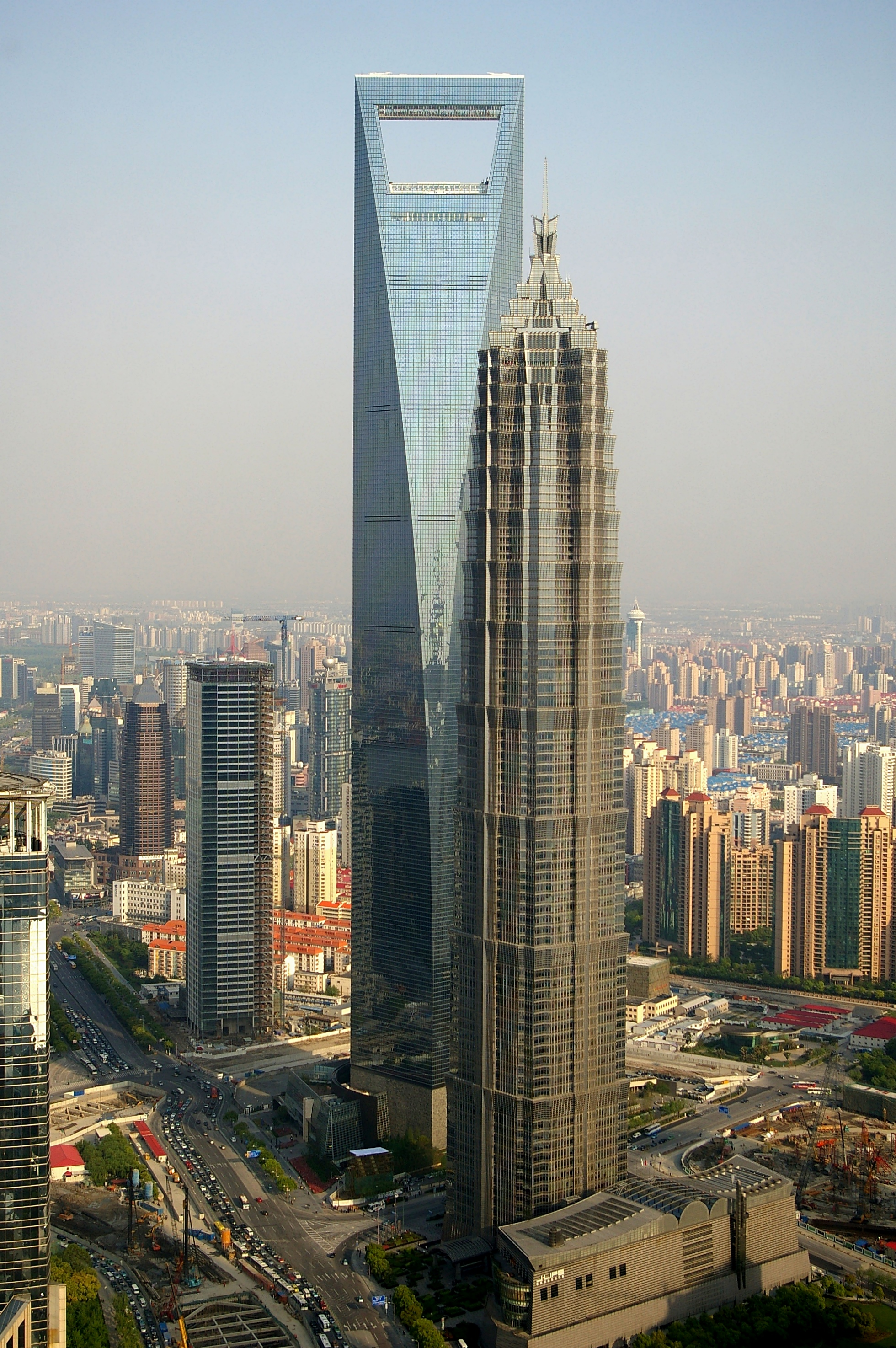
Shanghai World Financial Center z sąsiednim wieżowcem Jin Mao Tower
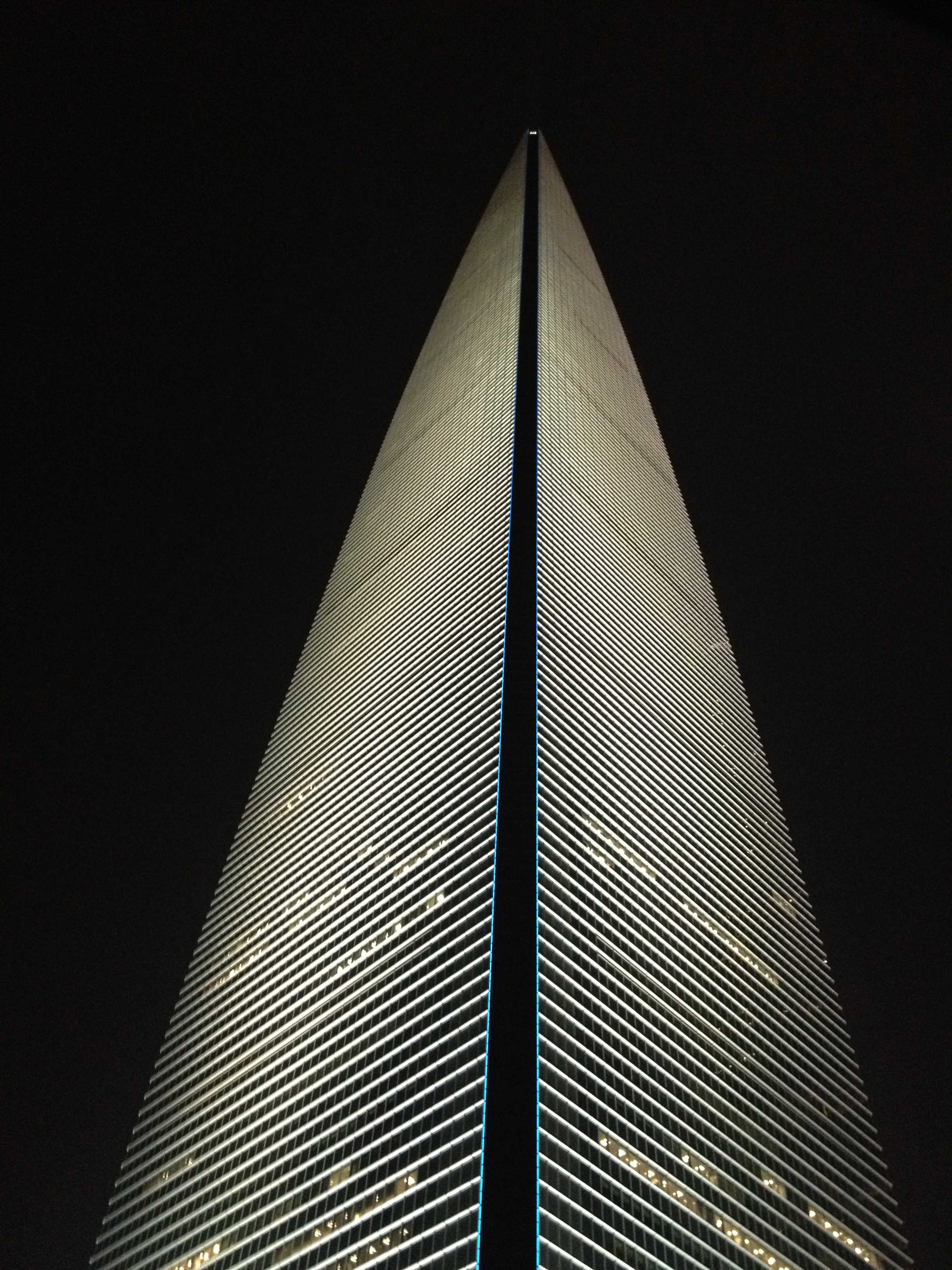
SWFC oświetlony w nocy